# 王明山
王 明山（おう めいざん、1964年1月18日 - ）は、中華人民共和国の政治家、警察官。中国甘粛省武威市生まれ。
2004年2月、新疆ウイグル自治区の伊犁州（現：イリ・カザフ自治州）の公安局長。
2009年12月、新疆ウイグル自治区ウルムチ市の公安局長。
2015年5月、中国共産党ウルムチ市の党委員会の副書記と政法委員会の書記を務め、2015年11月，中国共産党新疆ウイグル自治区党委員会の副秘書長、政法委員会の常務副書記を務めた。
2017年2月、新疆ウイグル自治区の公安庁長官を務めた。
2020年7月9日、アメリカ合衆国了は新疆ウイグル自治区でウイグル族を大勢拘束するなど深刻な人権侵害に関わったとして、新疆公安庁と王明山ら4人を対象に、アメリカ国内の資産の凍結やアメリカへの渡航制限などの制裁を科すと発表した。2021年3月22日には欧州連合(EU)、イギリス、カナダがウイグル弾圧を理由に王明山ら4人に対して制裁を加えることを発表した。

## 参考資料
1. ↑  “霍留军接替朱昌杰任新疆自治区公安厅党委书记 王明山任副书记”.   中国经济网 (2017年3月2日). 2019年3月29日閲覧。
2. ↑  “EUと英米加、ウイグル弾圧めぐり対中制裁 中国は即座に報復”. AFPBB News. フランス通信社. (2021年3月23日) 2021年3月23日閲覧。